# Trần Lê Quốc Toàn
Trần Lê Quốc Toàn (ur. 5 kwietnia 1989 w Đà Nẵng) – wietnamski sztangista, brązowy medalista igrzysk olimpijskich i srebrny medalista mistrzostw świata.

## Kariera
Na igrzyskach olimpijskich w Londynie w 2012 roku wywalczył brązowy medal w wadze koguciej. W zawodach tych wyprzedzili go jedynie Om Yun-chol z Korei Północnej i Chińczyk Wu Jingbiao. Pierwotnie Trần zajął czwarte miejsce, jednak w 2016 roku zdyskwalifikowany za doping został Valentin Xristov z Azerbejdżanu (3. miejsce), a brązowy medal przyznano Wietnamczykowi. Na rozgrywanych cztery lata później igrzyskach olimpijskich w Rio de Janeiro w tej samej kategorii wagowej był piąty. Zdobył ponadto srebrny medal na mistrzostwach świata w Anaheim w 2017 roku, wyprzedził go tylko rodak - Thạch Kim Tuấn.